# Lista de municípios do Rio Grande do Norte por população (1872)
Esta é uma lista de municípios da província do Rio Grande do Norte por população segundo o censo de 1872, o primeiro realizado no Brasil. Na época, existiam apenas 22 municípios na província.
| Posição             | Município              | População |
| ------------------- | ---------------------- | --------- |
| 1                   | Nova Cruz              | 20 466    |
| 2                   | Natal                  | 19 126    |
| 3                   | Páo dos Ferros         | 18 637    |
| 4                   | Ceará-Merim            | 17 215    |
| 5                   | Imperatriz             | 14 708    |
| 6                   | Goyanninha             | 11 617    |
| 7                   | Principe               | 11 316    |
| 8                   | Canguaretama           | 10 933    |
| 9                   | Acary                  | 10 812    |
| 10                  | São José de Mipibú     | 10 316    |
| 11                  | Sant'Anna de Mattos    | 9 819     |
| 12                  | Porto de Touros        | 9 081     |
| 13                  | Assú                   | 8 352     |
| 14                  | Santa Luzia de Mossoró | 7 707     |
| 15                  | Jardim                 | 7 419     |
| 16                  | Papary                 | 7 301     |
| 17                  | Apody                  | 6 225     |
| 18                  | Triumpho               | 5 337     |
| 19                  | Angicos                | 4 541     |
| 20                  | Macáo                  | 3 755     |
| 21                  | Caraúbas               | 3 057     |
| 22                  | Porto Alegre           | 3 045     |
| Rio Grande do Norte | Rio Grande do Norte    | 220 959   |